# Megaconus mammaliaformis
Il megacono (Megaconus mammaliaformis) è un mammaliaforme estinto, appartenente agli aramiidi. Visse nel Giurassico medio (Calloviano, circa 164 - 161 milioni di anni fa) e i suoi resti fossili sono stati ritrovati in Cina.

## Descrizione
Questo animale è noto per uno scheletro completo, ed è quindi possibile ricostruirne l'aspetto. Si suppone che Megaconus fosse un piccolo animale simile a un irace, del peso di circa 250 grammi. La dentatura era simile a quella dei roditori, con grandi incisivi anteriori e molari robusti e larghi. Una caratteristica distintiva di Megaconus era data dalla presenza di un paio di premolari di grandi dimensioni nella mandibola. I denti di Megaconus possedevano numerose cuspidi, che permettevano ai denti di incastrarsi perfettamente quando le fauci venivano chiuse; Megaconus è uno dei più primitivi mammaliaformi a possedere questo tipo di occlusione dentaria.
L'orecchio medio di Megaconus era più primitivo di quello degli odierni mammiferi: le ossa che nei mammiferi compongono l'orecchio medio (martello, incudine, staffa), in Megaconus erano ancora associate alla mandibola, poste in un solco dietro l'osso dentale. Megaconus doveva essere superficialmente simile a un gruppo estinto di mammiferi, i multitubercolati, ma il suo corpo era più allungato: vi erano 24 vertebre dorsali, un numero più elevato di qualunque mammifero noto. La transizione tra vertebre toraciche e lombari era più graduale in Megaconus rispetto ai multitubercolati, e il limite tra i muscoli epassiali anteriori e posteriori (ovvero i muscoli che coprivano rispettivamente la parte anteriore e posteriore del dorso) era posto molto indietro.
Le caratteristiche delle zampe di Megaconus indicano che questo animale doveva essere un quadrupede che camminava sul terreno; gli artigli erano corti e solo leggermente ricurvi. Il calcagno era corto, mentre la tibia e il perone erano fusi insieme; quest'ultima caratteristica è normalmente associata ai mammiferi saltatori o bipedi. Gli unici mammiferi camminatori quadrupedi viventi dotati di questa fusione ossea sono gli armadilli e l'oritteropo.
I fossili a conservazione eccezionale di Megaconus hanno permesso di individuare tracce di pelo su varie parti dello scheletro; il pelame consisteva in uno strato superiore di peli scuri e in uno strato inferiore di pelo più chiaro. Sembra che non vi fosse pelo nella zona addominale. Era inoltre presente uno sperone cheratinoso sulla zampa posteriore, forse simile allo sperone velenifero presente sulle zampe dell'odierno ornitorinco (Zhou et al., 2013).

## Classificazione
Megaconus mammaliaformis venne descritto per la prima volta nel 2013, sulla base di fossili molto ben conservati provenienti dalla formazione Tiaojishan in Mongolia Interna, nella zona di Daohugou, risalente al Calloviano.
Megaconus era un rappresentante degli aramiidi (Haramiyida), un gruppo di mammaliaformi molto vicini all'origine dei veri mammiferi. All'epoca della prima descrizione di Megaconus gli aramiidi erano noti pressoché unicamente da resti di mandibole, mascelle e denti, e la loro classificazione era alquanto incerta. Un'ipotesi li vedeva come stretti parenti dei multitubercolati, all'interno di un gruppo più grande noto come alloteri; secondo quest'ipotesi, gli aramiidi erano veri e propri mammiferi, più vicini ai teri (il gruppo comprendente marsupiali e placentati) che ai prototeri (i monotremi, ovvero l'ornitorinco e le tachyglossidae). Secondo un'altra ipotesi, gli aramiidi si erano originati prima della comparsa dei mammiferi veri e propri, ed erano quindi un gruppo di mammaliaformi non mammiferi; i multitubercolati, invece, erano veri mammiferi, e il grande gruppo degli alloteri veniva in questo modo reso polifiletico (innaturale). La scoperta di Megaconus aiutò gli studiosi a determinare la veridicità di quest'ultima ipotesi; tra le caratteristiche che collegavano Megaconus (e di conseguenza tutti gli aramiidi) con i mammaliaformi basali vi era la presenza del solco mandibolare che ospitava le ossa dell'orecchio medio (nei multitubercolati e negli altri veri mammiferi queste ossa sono completamente separate) e un calcagno di dimensioni ridotte.
Di seguito è mostrato un cladogramma tratto dal lavoro di Zhou e colleghi (2013), che mostra i rapporti filogenetici tra i vari gruppi di mammaliaformi e la posizione di Megaconus e degli aramiidi: 
|  | Morganucodon  |
|  |               |
|  | Megazostrodon |
|  |               |

|  | Thomasia    |
|  |             |
|  | Haramiyavia |
|  |             |

|  | Megaconus                                                      |
|  |                                                                |
|  | \| \| Eleutherodon \| \| \| \| \| \| Sineleutherus \| \| \| \| |
|  |                                                                |
|  | Eleutherodon                                                   |
|  |                                                                |
|  | Sineleutherus                                                  |
|  |                                                                |

|  | Eleutherodon  |
|  |               |
|  | Sineleutherus |
|  |               |

|  | Thomasia    |
|  |             |
|  | Haramiyavia |
|  |             |

|  | Megaconus                                                      |
|  |                                                                |
|  | \| \| Eleutherodon \| \| \| \| \| \| Sineleutherus \| \| \| \| |
|  |                                                                |
|  | Eleutherodon                                                   |
|  |                                                                |
|  | Sineleutherus                                                  |
|  |                                                                |

|  | Eleutherodon  |
|  |               |
|  | Sineleutherus |
|  |               |

|  | Castorocauda |
|  |              |
|  | Haldanodon   |
|  |              |

|  | Multituberculata                                                                                                   |
|  | |
|  | \| \| Spalacotheroidea \| \| \| \| \| \| Cladotheria (marsupiali, placentati e i loro parenti estinti) \| \| \| \| |
|  | |
|  | Spalacotheroidea                                                                                                   |
|  | |
|  | Cladotheria (marsupiali, placentati e i loro parenti estinti)                                                      |
|  | |

|  | Spalacotheroidea                                              |
|  |                                                               |
|  | Cladotheria (marsupiali, placentati e i loro parenti estinti) |
|  |                                                               |

|  | Multituberculata                                                                                                   |
|  | |
|  | \| \| Spalacotheroidea \| \| \| \| \| \| Cladotheria (marsupiali, placentati e i loro parenti estinti) \| \| \| \| |
|  | |
|  | Spalacotheroidea                                                                                                   |
|  | |
|  | Cladotheria (marsupiali, placentati e i loro parenti estinti)                                                      |
|  | |

|  | Spalacotheroidea                                              |
|  |                                                               |
|  | Cladotheria (marsupiali, placentati e i loro parenti estinti) |
|  |                                                               |

|  | Multituberculata                                                                                                   |
|  | |
|  | \| \| Spalacotheroidea \| \| \| \| \| \| Cladotheria (marsupiali, placentati e i loro parenti estinti) \| \| \| \| |
|  | |
|  | Spalacotheroidea                                                                                                   |
|  | |
|  | Cladotheria (marsupiali, placentati e i loro parenti estinti)                                                      |
|  | |

|  | Spalacotheroidea                                              |
|  |                                                               |
|  | Cladotheria (marsupiali, placentati e i loro parenti estinti) |
|  |                                                               |

|  | Multituberculata                                                                                                   |
|  | |
|  | \| \| Spalacotheroidea \| \| \| \| \| \| Cladotheria (marsupiali, placentati e i loro parenti estinti) \| \| \| \| |
|  | |
|  | Spalacotheroidea                                                                                                   |
|  | |
|  | Cladotheria (marsupiali, placentati e i loro parenti estinti)                                                      |
|  | |

|  | Spalacotheroidea                                              |
|  |                                                               |
|  | Cladotheria (marsupiali, placentati e i loro parenti estinti) |
|  |                                                               |

|  | Thomasia    |
|  |             |
|  | Haramiyavia |
|  |             |

|  | Megaconus                                                      |
|  |                                                                |
|  | \| \| Eleutherodon \| \| \| \| \| \| Sineleutherus \| \| \| \| |
|  |                                                                |
|  | Eleutherodon                                                   |
|  |                                                                |
|  | Sineleutherus                                                  |
|  |                                                                |

|  | Eleutherodon  |
|  |               |
|  | Sineleutherus |
|  |               |

|  | Thomasia    |
|  |             |
|  | Haramiyavia |
|  |             |

|  | Megaconus                                                      |
|  |                                                                |
|  | \| \| Eleutherodon \| \| \| \| \| \| Sineleutherus \| \| \| \| |
|  |                                                                |
|  | Eleutherodon                                                   |
|  |                                                                |
|  | Sineleutherus                                                  |
|  |                                                                |

|  | Eleutherodon  |
|  |               |
|  | Sineleutherus |
|  |               |

|  | Castorocauda |
|  |              |
|  | Haldanodon   |
|  |              |

|  | Multituberculata                                                                                                   |
|  | |
|  | \| \| Spalacotheroidea \| \| \| \| \| \| Cladotheria (marsupiali, placentati e i loro parenti estinti) \| \| \| \| |
|  | |
|  | Spalacotheroidea                                                                                                   |
|  | |
|  | Cladotheria (marsupiali, placentati e i loro parenti estinti)                                                      |
|  | |

|  | Spalacotheroidea                                              |
|  |                                                               |
|  | Cladotheria (marsupiali, placentati e i loro parenti estinti) |
|  |                                                               |

|  | Multituberculata                                                                                                   |
|  | |
|  | \| \| Spalacotheroidea \| \| \| \| \| \| Cladotheria (marsupiali, placentati e i loro parenti estinti) \| \| \| \| |
|  | |
|  | Spalacotheroidea                                                                                                   |
|  | |
|  | Cladotheria (marsupiali, placentati e i loro parenti estinti)                                                      |
|  | |

|  | Spalacotheroidea                                              |
|  |                                                               |
|  | Cladotheria (marsupiali, placentati e i loro parenti estinti) |
|  |                                                               |

|  | Multituberculata                                                                                                   |
|  | |
|  | \| \| Spalacotheroidea \| \| \| \| \| \| Cladotheria (marsupiali, placentati e i loro parenti estinti) \| \| \| \| |
|  | |
|  | Spalacotheroidea                                                                                                   |
|  | |
|  | Cladotheria (marsupiali, placentati e i loro parenti estinti)                                                      |
|  | |

|  | Spalacotheroidea                                              |
|  |                                                               |
|  | Cladotheria (marsupiali, placentati e i loro parenti estinti) |
|  |                                                               |

|  | Multituberculata                                                                                                   |
|  | |
|  | \| \| Spalacotheroidea \| \| \| \| \| \| Cladotheria (marsupiali, placentati e i loro parenti estinti) \| \| \| \| |
|  | |
|  | Spalacotheroidea                                                                                                   |
|  | |
|  | Cladotheria (marsupiali, placentati e i loro parenti estinti)                                                      |
|  | |

|  | Spalacotheroidea                                              |
|  |                                                               |
|  | Cladotheria (marsupiali, placentati e i loro parenti estinti) |
|  |                                                               |

|  | Morganucodon  |
|  |               |
|  | Megazostrodon |
|  |               |

|  | Thomasia    |
|  |             |
|  | Haramiyavia |
|  |             |

|  | Megaconus                                                      |
|  |                                                                |
|  | \| \| Eleutherodon \| \| \| \| \| \| Sineleutherus \| \| \| \| |
|  |                                                                |
|  | Eleutherodon                                                   |
|  |                                                                |
|  | Sineleutherus                                                  |
|  |                                                                |

|  | Eleutherodon  |
|  |               |
|  | Sineleutherus |
|  |               |

|  | Thomasia    |
|  |             |
|  | Haramiyavia |
|  |             |

|  | Megaconus                                                      |
|  |                                                                |
|  | \| \| Eleutherodon \| \| \| \| \| \| Sineleutherus \| \| \| \| |
|  |                                                                |
|  | Eleutherodon                                                   |
|  |                                                                |
|  | Sineleutherus                                                  |
|  |                                                                |

|  | Eleutherodon  |
|  |               |
|  | Sineleutherus |
|  |               |

|  | Castorocauda |
|  |              |
|  | Haldanodon   |
|  |              |

|  | Multituberculata                                                                                                   |
|  | |
|  | \| \| Spalacotheroidea \| \| \| \| \| \| Cladotheria (marsupiali, placentati e i loro parenti estinti) \| \| \| \| |
|  | |
|  | Spalacotheroidea                                                                                                   |
|  | |
|  | Cladotheria (marsupiali, placentati e i loro parenti estinti)                                                      |
|  | |

|  | Spalacotheroidea                                              |
|  |                                                               |
|  | Cladotheria (marsupiali, placentati e i loro parenti estinti) |
|  |                                                               |

|  | Multituberculata                                                                                                   |
|  | |
|  | \| \| Spalacotheroidea \| \| \| \| \| \| Cladotheria (marsupiali, placentati e i loro parenti estinti) \| \| \| \| |
|  | |
|  | Spalacotheroidea                                                                                                   |
|  | |
|  | Cladotheria (marsupiali, placentati e i loro parenti estinti)                                                      |
|  | |

|  | Spalacotheroidea                                              |
|  |                                                               |
|  | Cladotheria (marsupiali, placentati e i loro parenti estinti) |
|  |                                                               |

|  | Multituberculata                                                                                                   |
|  | |
|  | \| \| Spalacotheroidea \| \| \| \| \| \| Cladotheria (marsupiali, placentati e i loro parenti estinti) \| \| \| \| |
|  | |
|  | Spalacotheroidea                                                                                                   |
|  | |
|  | Cladotheria (marsupiali, placentati e i loro parenti estinti)                                                      |
|  | |

|  | Spalacotheroidea                                              |
|  |                                                               |
|  | Cladotheria (marsupiali, placentati e i loro parenti estinti) |
|  |                                                               |

|  | Multituberculata                                                                                                   |
|  | |
|  | \| \| Spalacotheroidea \| \| \| \| \| \| Cladotheria (marsupiali, placentati e i loro parenti estinti) \| \| \| \| |
|  | |
|  | Spalacotheroidea                                                                                                   |
|  | |
|  | Cladotheria (marsupiali, placentati e i loro parenti estinti)                                                      |
|  | |

|  | Spalacotheroidea                                              |
|  |                                                               |
|  | Cladotheria (marsupiali, placentati e i loro parenti estinti) |
|  |                                                               |

|  | Thomasia    |
|  |             |
|  | Haramiyavia |
|  |             |

|  | Megaconus                                                      |
|  |                                                                |
|  | \| \| Eleutherodon \| \| \| \| \| \| Sineleutherus \| \| \| \| |
|  |                                                                |
|  | Eleutherodon                                                   |
|  |                                                                |
|  | Sineleutherus                                                  |
|  |                                                                |

|  | Eleutherodon  |
|  |               |
|  | Sineleutherus |
|  |               |

|  | Thomasia    |
|  |             |
|  | Haramiyavia |
|  |             |

|  | Megaconus                                                      |
|  |                                                                |
|  | \| \| Eleutherodon \| \| \| \| \| \| Sineleutherus \| \| \| \| |
|  |                                                                |
|  | Eleutherodon                                                   |
|  |                                                                |
|  | Sineleutherus                                                  |
|  |                                                                |

|  | Eleutherodon  |
|  |               |
|  | Sineleutherus |
|  |               |

|  | Castorocauda |
|  |              |
|  | Haldanodon   |
|  |              |

|  | Multituberculata                                                                                                   |
|  | |
|  | \| \| Spalacotheroidea \| \| \| \| \| \| Cladotheria (marsupiali, placentati e i loro parenti estinti) \| \| \| \| |
|  | |
|  | Spalacotheroidea                                                                                                   |
|  | |
|  | Cladotheria (marsupiali, placentati e i loro parenti estinti)                                                      |
|  | |

|  | Spalacotheroidea                                              |
|  |                                                               |
|  | Cladotheria (marsupiali, placentati e i loro parenti estinti) |
|  |                                                               |

|  | Multituberculata                                                                                                   |
|  | |
|  | \| \| Spalacotheroidea \| \| \| \| \| \| Cladotheria (marsupiali, placentati e i loro parenti estinti) \| \| \| \| |
|  | |
|  | Spalacotheroidea                                                                                                   |
|  | |
|  | Cladotheria (marsupiali, placentati e i loro parenti estinti)                                                      |
|  | |

|  | Spalacotheroidea                                              |
|  |                                                               |
|  | Cladotheria (marsupiali, placentati e i loro parenti estinti) |
|  |                                                               |

|  | Multituberculata                                                                                                   |
|  | |
|  | \| \| Spalacotheroidea \| \| \| \| \| \| Cladotheria (marsupiali, placentati e i loro parenti estinti) \| \| \| \| |
|  | |
|  | Spalacotheroidea                                                                                                   |
|  | |
|  | Cladotheria (marsupiali, placentati e i loro parenti estinti)                                                      |
|  | |

|  | Spalacotheroidea                                              |
|  |                                                               |
|  | Cladotheria (marsupiali, placentati e i loro parenti estinti) |
|  |                                                               |

|  | Multituberculata                                                                                                   |
|  | |
|  | \| \| Spalacotheroidea \| \| \| \| \| \| Cladotheria (marsupiali, placentati e i loro parenti estinti) \| \| \| \| |
|  | |
|  | Spalacotheroidea                                                                                                   |
|  | |
|  | Cladotheria (marsupiali, placentati e i loro parenti estinti)                                                      |
|  | |

|  | Spalacotheroidea                                              |
|  |                                                               |
|  | Cladotheria (marsupiali, placentati e i loro parenti estinti) |
|  |                                                               |

|  | Morganucodon  |
|  |               |
|  | Megazostrodon |
|  |               |

|  | Thomasia    |
|  |             |
|  | Haramiyavia |
|  |             |

|  | Megaconus                                                      |
|  |                                                                |
|  | \| \| Eleutherodon \| \| \| \| \| \| Sineleutherus \| \| \| \| |
|  |                                                                |
|  | Eleutherodon                                                   |
|  |                                                                |
|  | Sineleutherus                                                  |
|  |                                                                |

|  | Eleutherodon  |
|  |               |
|  | Sineleutherus |
|  |               |

|  | Thomasia    |
|  |             |
|  | Haramiyavia |
|  |             |

|  | Megaconus                                                      |
|  |                                                                |
|  | \| \| Eleutherodon \| \| \| \| \| \| Sineleutherus \| \| \| \| |
|  |                                                                |
|  | Eleutherodon                                                   |
|  |                                                                |
|  | Sineleutherus                                                  |
|  |                                                                |

|  | Eleutherodon  |
|  |               |
|  | Sineleutherus |
|  |               |

|  | Castorocauda |
|  |              |
|  | Haldanodon   |
|  |              |

|  | Multituberculata                                                                                                   |
|  | |
|  | \| \| Spalacotheroidea \| \| \| \| \| \| Cladotheria (marsupiali, placentati e i loro parenti estinti) \| \| \| \| |
|  | |
|  | Spalacotheroidea                                                                                                   |
|  | |
|  | Cladotheria (marsupiali, placentati e i loro parenti estinti)                                                      |
|  | |

|  | Spalacotheroidea                                              |
|  |                                                               |
|  | Cladotheria (marsupiali, placentati e i loro parenti estinti) |
|  |                                                               |

|  | Multituberculata                                                                                                   |
|  | |
|  | \| \| Spalacotheroidea \| \| \| \| \| \| Cladotheria (marsupiali, placentati e i loro parenti estinti) \| \| \| \| |
|  | |
|  | Spalacotheroidea                                                                                                   |
|  | |
|  | Cladotheria (marsupiali, placentati e i loro parenti estinti)                                                      |
|  | |

|  | Spalacotheroidea                                              |
|  |                                                               |
|  | Cladotheria (marsupiali, placentati e i loro parenti estinti) |
|  |                                                               |

|  | Multituberculata                                                                                                   |
|  | |
|  | \| \| Spalacotheroidea \| \| \| \| \| \| Cladotheria (marsupiali, placentati e i loro parenti estinti) \| \| \| \| |
|  | |
|  | Spalacotheroidea                                                                                                   |
|  | |
|  | Cladotheria (marsupiali, placentati e i loro parenti estinti)                                                      |
|  | |

|  | Spalacotheroidea                                              |
|  |                                                               |
|  | Cladotheria (marsupiali, placentati e i loro parenti estinti) |
|  |                                                               |

|  | Multituberculata                                                                                                   |
|  | |
|  | \| \| Spalacotheroidea \| \| \| \| \| \| Cladotheria (marsupiali, placentati e i loro parenti estinti) \| \| \| \| |
|  | |
|  | Spalacotheroidea                                                                                                   |
|  | |
|  | Cladotheria (marsupiali, placentati e i loro parenti estinti)                                                      |
|  | |

|  | Spalacotheroidea                                              |
|  |                                                               |
|  | Cladotheria (marsupiali, placentati e i loro parenti estinti) |
|  |                                                               |

|  | Thomasia    |
|  |             |
|  | Haramiyavia |
|  |             |

|  | Megaconus                                                      |
|  |                                                                |
|  | \| \| Eleutherodon \| \| \| \| \| \| Sineleutherus \| \| \| \| |
|  |                                                                |
|  | Eleutherodon                                                   |
|  |                                                                |
|  | Sineleutherus                                                  |
|  |                                                                |

|  | Eleutherodon  |
|  |               |
|  | Sineleutherus |
|  |               |

|  | Thomasia    |
|  |             |
|  | Haramiyavia |
|  |             |

|  | Megaconus                                                      |
|  |                                                                |
|  | \| \| Eleutherodon \| \| \| \| \| \| Sineleutherus \| \| \| \| |
|  |                                                                |
|  | Eleutherodon                                                   |
|  |                                                                |
|  | Sineleutherus                                                  |
|  |                                                                |

|  | Eleutherodon  |
|  |               |
|  | Sineleutherus |
|  |               |

|  | Castorocauda |
|  |              |
|  | Haldanodon   |
|  |              |

|  | Multituberculata                                                                                                   |
|  | |
|  | \| \| Spalacotheroidea \| \| \| \| \| \| Cladotheria (marsupiali, placentati e i loro parenti estinti) \| \| \| \| |
|  | |
|  | Spalacotheroidea                                                                                                   |
|  | |
|  | Cladotheria (marsupiali, placentati e i loro parenti estinti)                                                      |
|  | |

|  | Spalacotheroidea                                              |
|  |                                                               |
|  | Cladotheria (marsupiali, placentati e i loro parenti estinti) |
|  |                                                               |

|  | Multituberculata                                                                                                   |
|  | |
|  | \| \| Spalacotheroidea \| \| \| \| \| \| Cladotheria (marsupiali, placentati e i loro parenti estinti) \| \| \| \| |
|  | |
|  | Spalacotheroidea                                                                                                   |
|  | |
|  | Cladotheria (marsupiali, placentati e i loro parenti estinti)                                                      |
|  | |

|  | Spalacotheroidea                                              |
|  |                                                               |
|  | Cladotheria (marsupiali, placentati e i loro parenti estinti) |
|  |                                                               |

|  | Multituberculata                                                                                                   |
|  | |
|  | \| \| Spalacotheroidea \| \| \| \| \| \| Cladotheria (marsupiali, placentati e i loro parenti estinti) \| \| \| \| |
|  | |
|  | Spalacotheroidea                                                                                                   |
|  | |
|  | Cladotheria (marsupiali, placentati e i loro parenti estinti)                                                      |
|  | |

|  | Spalacotheroidea                                              |
|  |                                                               |
|  | Cladotheria (marsupiali, placentati e i loro parenti estinti) |
|  |                                                               |

|  | Multituberculata                                                                                                   |
|  | |
|  | \| \| Spalacotheroidea \| \| \| \| \| \| Cladotheria (marsupiali, placentati e i loro parenti estinti) \| \| \| \| |
|  | |
|  | Spalacotheroidea                                                                                                   |
|  | |
|  | Cladotheria (marsupiali, placentati e i loro parenti estinti)                                                      |
|  | |

|  | Spalacotheroidea                                              |
|  |                                                               |
|  | Cladotheria (marsupiali, placentati e i loro parenti estinti) |
|  |                                                               |

|  | Morganucodon  |
|  |               |
|  | Megazostrodon |
|  |               |

|  | Thomasia    |
|  |             |
|  | Haramiyavia |
|  |             |

|  | Megaconus                                                      |
|  |                                                                |
|  | \| \| Eleutherodon \| \| \| \| \| \| Sineleutherus \| \| \| \| |
|  |                                                                |
|  | Eleutherodon                                                   |
|  |                                                                |
|  | Sineleutherus                                                  |
|  |                                                                |

|  | Eleutherodon  |
|  |               |
|  | Sineleutherus |
|  |               |

|  | Thomasia    |
|  |             |
|  | Haramiyavia |
|  |             |

|  | Megaconus                                                      |
|  |                                                                |
|  | \| \| Eleutherodon \| \| \| \| \| \| Sineleutherus \| \| \| \| |
|  |                                                                |
|  | Eleutherodon                                                   |
|  |                                                                |
|  | Sineleutherus                                                  |
|  |                                                                |

|  | Eleutherodon  |
|  |               |
|  | Sineleutherus |
|  |               |

|  | Castorocauda |
|  |              |
|  | Haldanodon   |
|  |              |

|  | Multituberculata                                                                                                   |
|  | |
|  | \| \| Spalacotheroidea \| \| \| \| \| \| Cladotheria (marsupiali, placentati e i loro parenti estinti) \| \| \| \| |
|  | |
|  | Spalacotheroidea                                                                                                   |
|  | |
|  | Cladotheria (marsupiali, placentati e i loro parenti estinti)                                                      |
|  | |

|  | Spalacotheroidea                                              |
|  |                                                               |
|  | Cladotheria (marsupiali, placentati e i loro parenti estinti) |
|  |                                                               |

|  | Multituberculata                                                                                                   |
|  | |
|  | \| \| Spalacotheroidea \| \| \| \| \| \| Cladotheria (marsupiali, placentati e i loro parenti estinti) \| \| \| \| |
|  | |
|  | Spalacotheroidea                                                                                                   |
|  | |
|  | Cladotheria (marsupiali, placentati e i loro parenti estinti)                                                      |
|  | |

|  | Spalacotheroidea                                              |
|  |                                                               |
|  | Cladotheria (marsupiali, placentati e i loro parenti estinti) |
|  |                                                               |

|  | Multituberculata                                                                                                   |
|  | |
|  | \| \| Spalacotheroidea \| \| \| \| \| \| Cladotheria (marsupiali, placentati e i loro parenti estinti) \| \| \| \| |
|  | |
|  | Spalacotheroidea                                                                                                   |
|  | |
|  | Cladotheria (marsupiali, placentati e i loro parenti estinti)                                                      |
|  | |

|  | Spalacotheroidea                                              |
|  |                                                               |
|  | Cladotheria (marsupiali, placentati e i loro parenti estinti) |
|  |                                                               |

|  | Multituberculata                                                                                                   |
|  | |
|  | \| \| Spalacotheroidea \| \| \| \| \| \| Cladotheria (marsupiali, placentati e i loro parenti estinti) \| \| \| \| |
|  | |
|  | Spalacotheroidea                                                                                                   |
|  | |
|  | Cladotheria (marsupiali, placentati e i loro parenti estinti)                                                      |
|  | |

|  | Spalacotheroidea                                              |
|  |                                                               |
|  | Cladotheria (marsupiali, placentati e i loro parenti estinti) |
|  |                                                               |

|  | Thomasia    |
|  |             |
|  | Haramiyavia |
|  |             |

|  | Megaconus                                                      |
|  |                                                                |
|  | \| \| Eleutherodon \| \| \| \| \| \| Sineleutherus \| \| \| \| |
|  |                                                                |
|  | Eleutherodon                                                   |
|  |                                                                |
|  | Sineleutherus                                                  |
|  |                                                                |

|  | Eleutherodon  |
|  |               |
|  | Sineleutherus |
|  |               |

|  | Thomasia    |
|  |             |
|  | Haramiyavia |
|  |             |

|  | Megaconus                                                      |
|  |                                                                |
|  | \| \| Eleutherodon \| \| \| \| \| \| Sineleutherus \| \| \| \| |
|  |                                                                |
|  | Eleutherodon                                                   |
|  |                                                                |
|  | Sineleutherus                                                  |
|  |                                                                |

|  | Eleutherodon  |
|  |               |
|  | Sineleutherus |
|  |               |

|  | Castorocauda |
|  |              |
|  | Haldanodon   |
|  |              |

|  | Multituberculata                                                                                                   |
|  | |
|  | \| \| Spalacotheroidea \| \| \| \| \| \| Cladotheria (marsupiali, placentati e i loro parenti estinti) \| \| \| \| |
|  | |
|  | Spalacotheroidea                                                                                                   |
|  | |
|  | Cladotheria (marsupiali, placentati e i loro parenti estinti)                                                      |
|  | |

|  | Spalacotheroidea                                              |
|  |                                                               |
|  | Cladotheria (marsupiali, placentati e i loro parenti estinti) |
|  |                                                               |

|  | Multituberculata                                                                                                   |
|  | |
|  | \| \| Spalacotheroidea \| \| \| \| \| \| Cladotheria (marsupiali, placentati e i loro parenti estinti) \| \| \| \| |
|  | |
|  | Spalacotheroidea                                                                                                   |
|  | |
|  | Cladotheria (marsupiali, placentati e i loro parenti estinti)                                                      |
|  | |

|  | Spalacotheroidea                                              |
|  |                                                               |
|  | Cladotheria (marsupiali, placentati e i loro parenti estinti) |
|  |                                                               |

|  | Multituberculata                                                                                                   |
|  | |
|  | \| \| Spalacotheroidea \| \| \| \| \| \| Cladotheria (marsupiali, placentati e i loro parenti estinti) \| \| \| \| |
|  | |
|  | Spalacotheroidea                                                                                                   |
|  | |
|  | Cladotheria (marsupiali, placentati e i loro parenti estinti)                                                      |
|  | |

|  | Spalacotheroidea                                              |
|  |                                                               |
|  | Cladotheria (marsupiali, placentati e i loro parenti estinti) |
|  |                                                               |

|  | Multituberculata                                                                                                   |
|  | |
|  | \| \| Spalacotheroidea \| \| \| \| \| \| Cladotheria (marsupiali, placentati e i loro parenti estinti) \| \| \| \| |
|  | |
|  | Spalacotheroidea                                                                                                   |
|  | |
|  | Cladotheria (marsupiali, placentati e i loro parenti estinti)                                                      |
|  | |

|  | Spalacotheroidea                                              |
|  |                                                               |
|  | Cladotheria (marsupiali, placentati e i loro parenti estinti) |
|  |                                                               |

## Paleoecologia
Megaconus doveva essere un piccolo animale terricolo, forse adatto a scavare nel terreno. I grandi premolari e i molari larghi, unitamente agli incisivi di grandi dimensioni, indicano che Megaconus doveva cibarsi di frutta, semi e forse insetti. Negli stessi livelli che hanno restituito i resti di Megaconus sono stati ritrovati anche altri mammaliaformi: il docodonte acquatico Castorocauda, i mammiferi arcaici Volaticotherium (un animale planatore) e Pseudotribos e il placentato basale Juramaia.